# Coppa dei Campioni del Golfo 2015
La Coppa dei Campioni del Golfo 2015 è stata la 30ª edizione della coppa a cui prendono parte 12 squadre da 6 federazioni provenienti da tutto il Golfo Persico.
La competizione è stata vinta dall'Al Shabab Al Arabi Club che si aggiudica la terza edizione della coppa nella sua storia, dopo aver vinto in finale ai rigori contro gli omaniti dell'Al-Seeb Sports Club.

## Squadre Partecipanti
| East Riffa | vincitore 2014 Bahraini King's Cup                  |
| Manama     | secondo posto 2013–14 Bahrain First Division League |
| Al Jahra   | 3º posto 2013–14 Kuwaiti Premier League             |
| Kazma      | 4º posto 2013–14 Kuwaiti Premier League             |
| Al Suwaiq  | 3º posto 2013–14 Oman Professional League           |
| Al Seeb    | 4º posto 2013–14 Oman Professional League           |

| Al Arabi   | 5º posto Qatar Stars League 2013-2014        |
| Al Rayyan  | 13º posto Qatar Stars League 2013-2014       |
| Al-Taawoun | 5º posto Saudi Professional League 2013-2014 |
| Al Faisaly | 7º posto Saudi Professional League 2013-2014 |
| Al Shabab  | 4º posto UAE Arabian Gulf League 2013-2014   |
| Al Nasr    | 5º posto UAE Arabian Gulf League 2013-2014   |

## Fase a Gironi
Ogni gruppo è composto da tre squadre, che giocano ognuna quattro partite. Alla fine della fase a gironi le prime due squadre vengono ammesse ai quarti di finale.

### Gruppo A
| Team       | Pg | V | N | P | GF | GS | DR | Pun. |
| ---------- | -- | - | - | - | -- | -- | -- | ---- |
| Al Rayyan  | 4  | 2 | 2 | 0 | 9  | 4  | +5 | 8    |
| Al-Taawoun | 4  | 1 | 3 | 0 | 6  | 5  | +1 | 6    |
| Al Suwaiq  | 4  | 0 | 1 | 3 | 3  | 9  | –6 | 1    |

### Gruppo B
| Team      | Pg | V | N | P | GF | GS | DR | Pun. |
| --------- | -- | - | - | - | -- | -- | -- | ---- |
| Al Shabab | 4  | 3 | 0 | 1 | 10 | 2  | +8 | 9    |
| Al Seeb   | 4  | 1 | 1 | 2 | 3  | 8  | −5 | 4    |
| Al Arabi  | 4  | 1 | 1 | 2 | 2  | 5  | −3 | 4    |

### Gruppo C
| Team    | Pg | V | N | P | GF | GS | DR | Pun. |
| ------- | -- | - | - | - | -- | -- | -- | ---- |
| Al Nasr | 4  | 3 | 0 | 1 | 8  | 6  | +2 | 9    |
| Kazma   | 4  | 2 | 0 | 2 | 6  | 6  | 0  | 6    |
| Manama  | 4  | 1 | 0 | 3 | 6  | 8  | –2 | 3    |

### Gruppo D
| Team       | Pg | V | N | P | GF | GS | DR | Pun. |
| ---------- | -- | - | - | - | -- | -- | -- | ---- |
| Al Jahra   | 4  | 2 | 1 | 1 | 7  | 5  | +2 | 7    |
| East Riffa | 4  | 2 | 1 | 1 | 6  | 6  | 0  | 7    |
| Al Faisaly | 4  | 1 | 0 | 3 | 3  | 5  | -2 | 3    |

## Quarti di Finale
| 21 aprile 2015, ore 18:45 UTC+4 | Al-Rayyan | 2 – 1 | Kazma | Ahmed bin Ali Stadium, Doha, Qatar |

| 21 aprile 2015, ore 19:30 UTC+4              | Al-Nasr              | 1 – 1 (d.t.s.) | Al-Taawoun | Maktoum Bin Rashid Al Maktoum Stadium, Dubai, Emirati Arabi Uniti |
| \| \| \| \| \| \| Tiri di rigore 4 – 2 \| \| |                      |                |            |                                                                   |
|                                              |                      |                |            |                                                                   |
|                                              | Tiri di rigore 4 – 2 |                |            |                                                                   |

| 22 aprile 2015, ore 18:45 UTC+4 | Al-Shabab | 3 – 1 | East Riffa | Maktoum Bin Rashid Al Maktoum Stadium, Dubai, Emirati Arabi Uniti |

| 22 aprile 2015, ore 19:30 UTC+4 | Al-Jahra | 0 – 2 | Al-Seeb | Mubarak Al-Aiar Stadium, Jahra, Kuwait |

## Semifinali
| Squadra 1 | Totale | Squadra 2 | Andata | Ritorno |
| --------- | ------ | --------- | ------ | ------- |
| Al-Nasr   | 1-3    | Al-Shabab | 1-1    | 0-2     |
| Al-Rayyan | 1-1    | Al-Seeb   | 0-0    | 1-1     |

### Andata
| 5 maggio , ore 19:30 UTC+4 | Al-Nasr | 1 – 1 | Al-Shabab | Maktoum Bin Rashid Al Maktoum Stadium, Dubai, Emirati Arabi Uniti |

| 6 maggio 2015, ore 19:30 UTC+4 | Al-Seeb | 0 – 0 | Al-Rayyan | Al-Seeb Stadium, Seeb, Oman |

### Ritorno
| 19 maggio 2015, ore 19:30 UTC+4 | Al-Rayyan | 1 – 1 | Al-Seeb | Ahmed bin Ali Stadium, Doha, Qatar |

| 19 maggio 2015, ore 19:30 UTC+4 | Al-Shabab | 2 – 0 | Al-Nasr | Maktoum Bin Rashid Al Maktoum Stadium, Dubai, Emirati Arabi Uniti |

## Finale
| Seeb 27 maggio 2015, ore 19:30                                                                             | Al-Seeb              | 1 – 1 (d.t.s.) referto | Al-Shabab | Al-Seeb Stadium |
| \| \| \| \| \| Al-Maharami 90+3’ \| Marcatori \| 83’ Henrique Luvannor \| \| \| Tiri di rigore 3 – 4 \| \| |                      |                        |           |                 |
| |                      |                        |           |                 |
| Al-Maharami 90+3’                                                                                          | Marcatori            | 83’ Henrique Luvannor  |           |                 |
| | Tiri di rigore 3 – 4 |                        |           |                 |